# Oldrado da Ponte

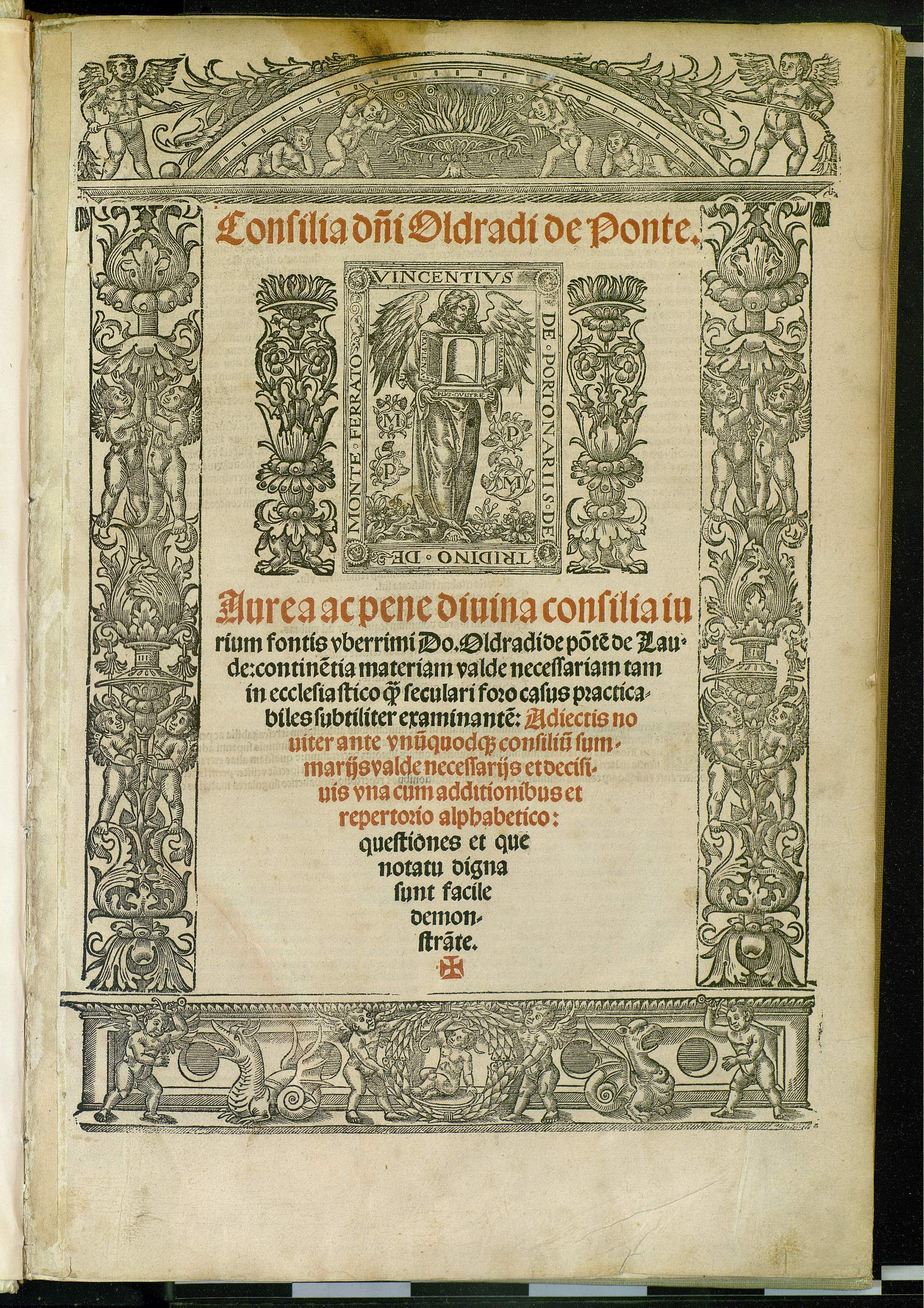
Consilia, 1506-1547

Oldrado da Ponte (Lodi, ... – Avignone, 1334 circa) è stato un giurista medievale della prima metà del XIV secolo, attivo alla Curia papale di Avignone e appartenente alla scuola dei commentatori.

## Biografia
Fu professore di diritto presso l'Università di Bologna e l'Università di Padova. Giurista molto autorevole sia nell'ambito del Diritto canonico che del Diritto civile, dovette la sua fama ad alcune quaestiones e ai numerosi consilia (pareri giuridici), che secondo alcuni studiosi sono i più antichi pervenutici dell'età del Diritto comune.
Fu amico di Francesco Petrarca, che lo definì come il giurista più illustre del suo tempo.:
(Francesco Petrarca, Epistole Familiares, epistola 16)

## Opere
- (LA) Consilia, Vincent de Portonariis, 1506-1547.

### Manoscritti

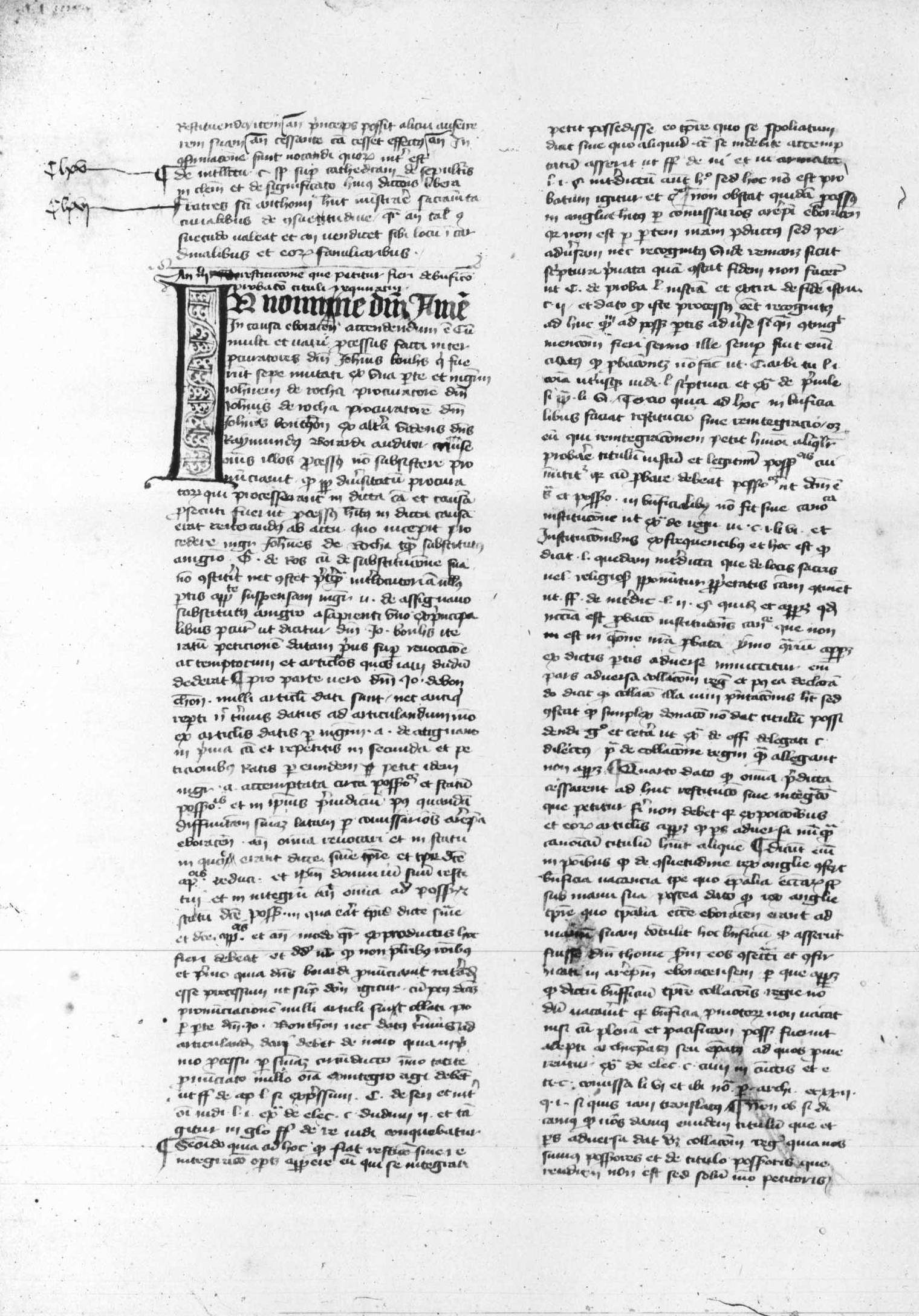
Consilia, manoscritto, XIV-XV secolo. Bordeaux, Bibliothèque municipale.

- Consilia, XIV-XV secolo, Bordeaux, Bibliothèque municipale, Fonds manuscrits, ms. 404,  ff. 4v-168v.
  -  Consilia, XV secolo, Città del Vaticano, Biblioteca Apostolica Vaticana, Fondo Rossiano, Ross. 1096.
  -  Consilia, XV secolo, Tübingen, Universitätsbibliothek, Handschriften, Mc 17.
  -  Consilia, XV secolo, Oxford, New College Library, Manuscripts, MS 217,  ff. 171r-350v.
  -  Consilia, XV secolo, Salamanca, Biblioteca General Histórica de la Universidad de Salamanca, Manuscritos, MS 24672467.
  -  Consilia, XV secolo, Uppsala, Universitetsbiblioteket Uppsala, Handskrifter, C. 537,  ff. 225r-334v.
  -  Consilia, cum indice consiliorum et quaestionum, XV secolo, Lucca, Biblioteca Capitolare Feliniana, Fondo manoscritti, ms. 301.
- Consilia et Quaestiones, XIV secolo, Basel, Universitätsbibliothek, Handschriften, C.III.14.
- Consilia, 'Allegationes super diuersis dubiis', XIV secolo, Paris, Bibliothèque Nationale de France, Fonds latin, Lat. 14335.
- Consilia 'Allegationes centum in iure civili' et Quaestiones 173 in iure canonico, XIV-XV secolo, Bernkastel-Kues, Sankt Nikolaus-Hospital Cusanusstiftsbibliothek, Handschriften, 277,  ff. 1-48, 48-151v.
- Incipiunt consilia, allegationes et quaestiones domini Oldradi de Laude, XV secolo, Mantova, Biblioteca comunale Teresiana, Fondo manoscritti, ms. 653 (E.V.17).
- Quaestiones iuris canonici, XV secolo, Paris, Bibliothèque Nationale de France, Fonds latin, .
- Incipiunt Questiones composite per dominum Oldradum de Laude, legum professorem in curia Romana. An in restitutione que petitur fieri de beneficio, probatio tituli..., XV secolo, Metz, Médiathèque Verlaine, Fonds manuscrits, MS 75.
- Quaestiones de variis iuris tam civilis quam ecclesiastici dubiis, XV secolo, München, Bayerische Staatsbibliothek, Codices latini monacenses, Clm 3638.
- Quaestiones et allegationes super diversis dubiis orientibus tam ex practica quam theoria, XV secolo, München, Bayerische Staatsbibliothek, Codices latini monacenses, Clm 5463.